# Adam Copeland
Pour les articles homonymes, voir Copeland et Edge.
Adam Copeland (né le 30 octobre 1973 à Orangeville (Ontario)) est un acteur et catcheur (lutteur professionnel) canadien. Il travaille actuellement à la All Elite Wrestling, sous le nom de Cope.
Il est aussi connu pour son travail à la World Wrestling Entertainment (1998-2011 ; 2020-2023), sous le nom d'Edge.
Après des débuts dans de petites fédérations nord-américaines aux côtés de son ami d'enfance Christian, il intègre la World Wrestling Federation (aujourd'hui WWE), où il se fait connaître sous le nom d'Edge. Edge et Christian se feront notamment connaitre pour avoir fait les premiers Tables, Ladders & Chairs matchs de l'histoire, et remporteront un nombre total de neuf ceintures par équipes ensemble (toutes fédérations confondues). Leur équipe est considérée comme étant l’une des meilleures équipes de l'histoire de la WWE. 
En solo, Edge est le catcheur le plus titré de l'histoire de la WWE avec 31 ceintures remportées, étant onze fois champion du monde, dont quatre fois champion de la WWE et sept fois champion du monde poids-lourds, ce dernier chiffre étant le record. Il a aussi été quatorze fois champion par équipe : 12 fois champion du monde par équipe, dont sept fois avec Christian, 1 fois champion par équipe de la WWE et champion unifié par équipe de la WWE ainsi que cinq fois champion Intercontinental et le dernier champion des États-Unis de la WCW (avant que le titre ne soit réactivé par la WWE en 2003). Il est également le premier catcheur à avoir remporté le tournoi du King of the Ring (en 2001), le Money in the Bank (le tout premier, à WrestleMania 21 en 2005) et le Royal Rumble match (en 2010 et 2021). Il a aussi participé au main event de WrestleMania en 2008 et 2021.
Il est contraint de prendre sa retraite en 2011, à la suite des complications d'une blessure au cou contractée en 2003 et qui a nécessité une lourde opération de la colonne vertébrale à l'époque, après son dernier match, à WrestleMania XXVII, face à Alberto Del Rio, durant lequel il conserve le championnat du monde poids-lourds. Un an après, Edge est intronisé au Hall of Fame de la WWE. Sa troisième épouse, Beth Phoenix, le rejoindra en 2017, ce qui fait qu'ils sont le premier vrai couple à se faire introniser au temple de la renommée de la WWE.
En dehors de sa carrière de catcheur, Adam Copeland est un acteur qui est notamment apparu dans Highlander: Endgame en 2000 et est l'acteur principal de Bending the Rules en 2012, un film de WWE Studios. Il est aussi apparu dans des séries télévisées comme Mad TV, Mind of Mencia, Flash et a participé à des jeux télévisés comme Deal or No Deal ou Weakest Link. Il joue le personnage de Dwight Hendrickson dans la série Haven et le personnage de Kjetill Flatnose dans la cinquième saison de Vikings.

## Jeunesse
Adam Joseph Copeland né le 30 octobre 1973 et grandit à Orangeville auprès de sa mère Judy (1953-2018),, son père ayant abandonné le foyer. Sa mère occupe deux emplois pour subvenir aux besoins du foyer. Adam devient rapidement fan de catch notamment d'Hulk Hogan, Bret Hart, Ricky Steamboat et Shawn Michaels. Il étudie la communication au Humber College (en) et obtient un diplôme dans ce domaine en 1992. Edge était présent avec son meilleur ami Christian dans le public à WrestleMania VI en 1990.

## Carrière

### Débuts (1990-1998)
En 1990, Adam Joseph Copeland remporte un concours organisé par le Toronto Sun qui lui permet de s'entraîner avec les catcheurs Sweet Daddy Siki et Ron Hutchison. Il a lutté pour plusieurs promotions indépendantes en Ontario et dans la région des Grands Lacs des États-Unis sous le nom de Sexton Hardcastle et est devenu un membre de l'équipe Sex and Violence avec Joe Legend. Il remporte son premier titre en devenant champion d'Amérique du Nord de la Canadian Wrestling Association le 28 avril 1995. Le 22 juillet 1995 il remporte son premier titre par équipe en devenant champion par équipe de la Mid-West Championship Wrestling (une fédération du Michigan) avec Joe Legend en battant Chi Chi Cruz et Christian Cage.
Début 1996, il fait deux matchs pour la World Championship Wrestling sous le nom de Damon Striker qui reste sans suite ainsi qu'une apparition dans un house show de la World Wrestling Federation au Canada,.
En 1997, les Sex and Violence sont devenus une partie d'une équipe plus grande : un clan connu sous le nom de Thug Life. Elle était composée de Joe Legend, Hardcastle, Christian Cage, Bloody Bill Skullion et Rhyno. Durant sa carrière sur le circuit indépendant, il a gagné le titre par équipe de la SSW et le titre par équipe de combat de rue d'ICW avec Cage.

### World Wrestling Federation/Entertainment (1998-2011)

#### Alliance avec Christian et multiple conquête des titres par équipes (1998-2001)

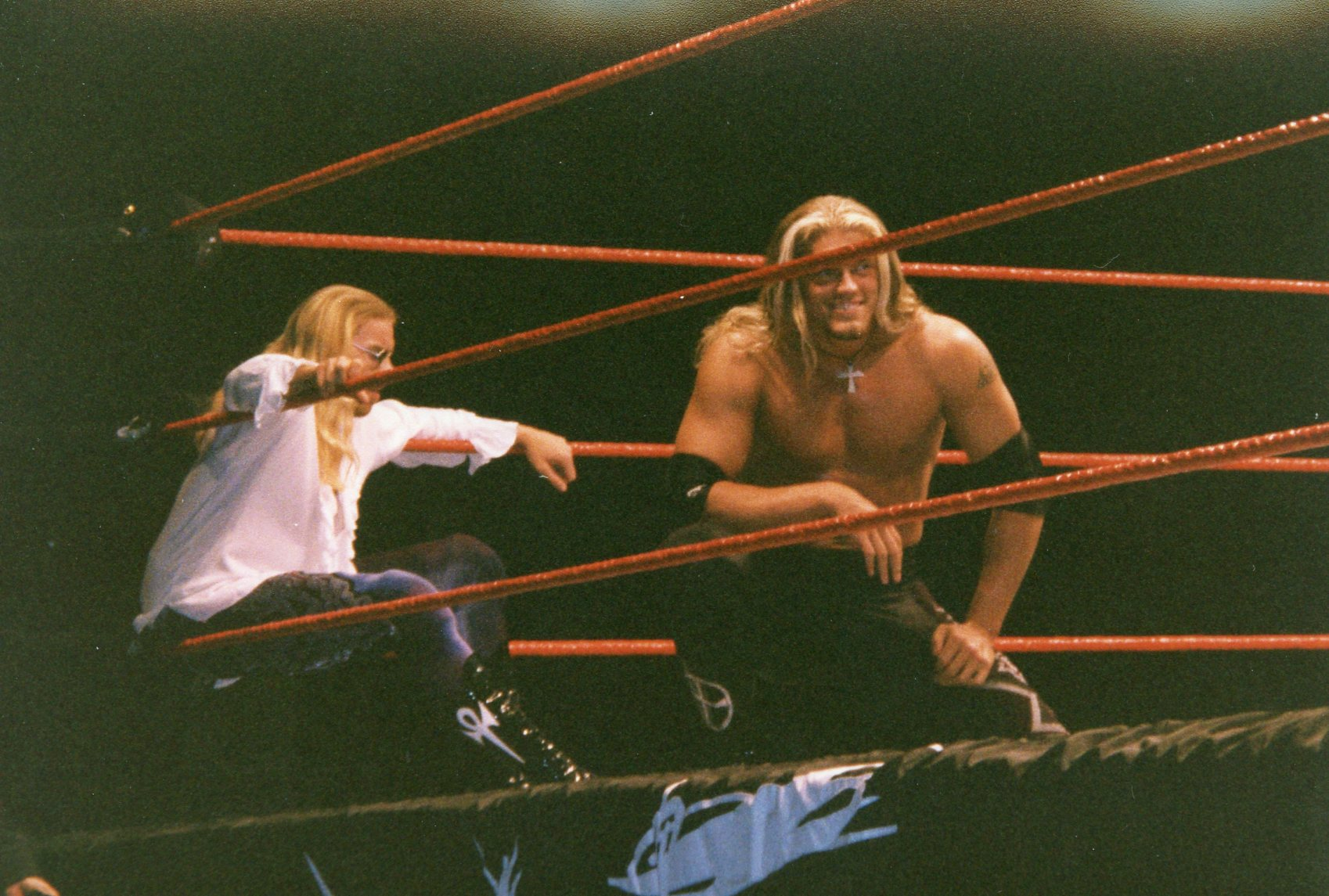
Edge avec Christian (à gauche) dans leur costume Brood, qu'ils ont utilisé avec des symboles gothiques.

Adam Copeland a fait ses débuts à la World Wrestling Federation (WWF) sous le nom d'Edge lors de l'édition de RAW is WAR du 22 juin 1998 contre Jose Estrada Jr. Ce match se termine prématurément par un décompte extérieur à la suite de la blessure d'Estrada.
Lors de son premier match dans un Pay-Per-View de la fédération à SummerSlam 1998, il est le partenaire mystère de Sable contre Jacqueline et Marc Mero et ensemble ils remportent le match.
Il entre ensuite en rivalité avec Gangrel. Lors de Breakdown, il affronte Owen Hart, mais perd après une distraction de Christian, qui s'aligne avec Gangrel. Après quelques confrontations, Edge rejoint le clan de Gangrel qui se fait alors appeler The Brood. Edge remporte son premier titre solo le 24 juillet 1999, en battant Jeff Jarrett pour le championnat Intercontinental lors d'un house show à Toronto, avant de le perdre le soir suivant contre Jeff Jarrett durant Fully Loaded 1999 à cause d'une intervention de Gangrel.
Après une courte période en tant que face, Edge et Christian redeviennent heel.
Ils mettront la main sur le championnat par équipe de la WWF pour la première fois à WrestleMania 2000 en battant les champions The Dudley Boyz et The Hardy Boyz dans un Triple Treath Ladder Match, avant de le perdre le 29 mai à RAW contre Too Cool (Grand Master Sexay et Scotty 2 Hotty).
Lors de King of the Ring, Edge et Christian gagneront pour la deuxième fois les titres par équipes en battant Too Cool (Grand Master Sexay et Scotty 2 Hotty), avant de les reperdre à Unforgiven contre les Hardy Boyz dans un Steel Cage Match.
Lors de No Mercy, Edge et Christian qui était déguisé en Los Conquistadores remportent les titres pour la troisième fois en battant les Hardy Boyz, mais les perdront le lendemain à RAW, contre Los Conquistadores qui était en réalité les Hardy Boyz.
Lors d'Armageddon, ils remportent pour la quatrième fois les WWE World Tag Team Championship en battant The Dudley Boyz, Bully Buchanan et The Goodfather et l'équipe de Road Dogg et K-Kwik dans un Four-way tag team Match, avant de les perdre de nouveau la semaine suivante à RAW contre The Undertaker et The Rock. Le lendemain à SmackDown, ils gagnent leur match revanche et récupère les titres avec Kurt Angle comme arbitre spécial.
Le 21 janvier 2001 au Royal Rumble, Edge et Christian perdent les titres contre les Dudley Boyz, avant de les récupérer le 19 mars, contre les Hardy Boyz, puis de les reperdre dans la même soirée contre les Dudley Boyz.
Lors de WrestleMania X-Seven, ils gagnent les WWE World Tag Team Championship pour la septième fois en battant les Hardy Boyz et les Dudley Boyz dans un TLC Match grâce à l'intervention de Rhyno, avant de les perdre la semaine suivante à RAW contre The Undertaker et Kane.

#### Diverses rivalités et blessure (2001-2003)

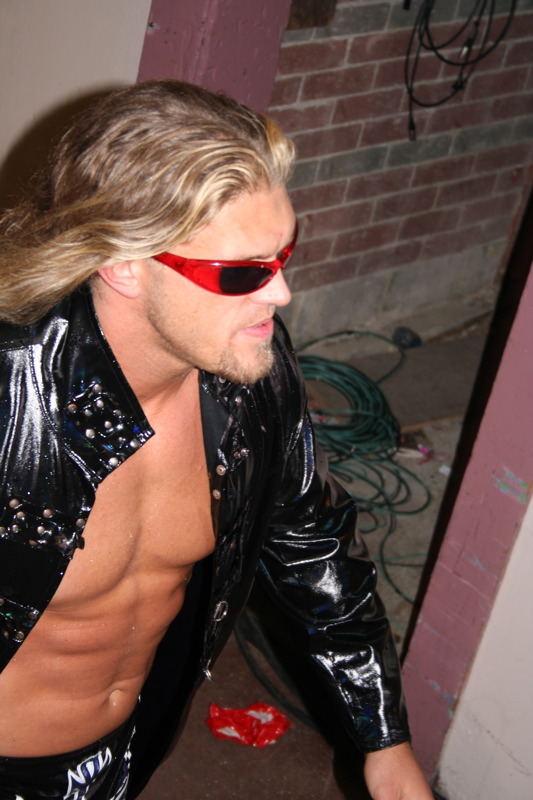
Edge en 2005.

Edge remporte ensuite le tournoi King of the Ring en battant Kurt Angle en finale. Des frictions commencent alors à apparaître dans l'équipe, puis Christian attaquera Edge d'un One-Man Con-chair-to et il rejoindra The Alliance.
Lors de SummerSlam, il bat Lance Storm et remporte le WWE Intercontinental Championship pour la deuxième fois, avant de le perdre lors de Unforgiven contre Christian. Lors de No Mercy, il récupère le titre Intercontinental face à Christian dans un Ladder Match. Il le perdra deux semaines plus tard à RAW contre Test.
Le 12 novembre à RAW, il bat Kurt Angle et remporte le WCW United States Championship pour la première fois. Edge défait Test aux Survivor Series, combat qui unifiera le championnat des États-Unis de la WCW (qui sera retiré quelques jours plus tard) et le championnat Intercontinental de la WWF.
Le 20 janvier 2002 au Royal Rumble, il perd le championnat Intercontinental contre William Regal.
Il est ensuite envoyé à SmackDown où il entame une rivalité avec Kurt Angle, qu'il bat dans un « Hair vs Hair » à Judgment Day et qui voit après le match Kurt Angle se couper les cheveux.
Par la suite, Edge fait une alliance avec Hulk Hogan pour battre Kurt Angle et Chris Jericho. Les deux hommes remporteront même le championnat du monde par équipes à SmackDown le 5 juillet, en battant Billy Gunnet Chuck Palumbo. Il s'agit du huitième titre par équipe de Edge. Lors de Vengeance, lui et Hulk Hogan perdent les titres contre Christian et Lance Storm.
Il a ensuite une rivalité avec Eddie Guerrero et lors de SummerSlam, il le bat mais celui-ci prend sa revanche à Unforgiven,.
La rivalité se termine lors du SmackDown du 26 septembre par une victoire de Edge dans un Ladder match. Le 7 novembre à SmackDown, lui et Rey Mysterio remportent le championnat par équipe de la WWE, pour la première fois, face à Kurt Angle et Chris Benoit.
Lors des Survivor Series, ils perdent les titres contre Los Guerreros (Chavo Guerrero et Eddie Guerrero) dans un match qui incluaient l'équipe de Kurt Angle et Chris Benoit.
En février 2003, Edge se blesse au cou et doit se faire opérer, une opération qui le tiendra à l'écart du ring pendant presque une année complète. Pour occuper son temps libre et garder le contact avec les fans, Edge rédige une chronique sur WWE.com. On annonce son retour pour février 2004, mais avant même de revenir à l'action, Edge se blesse au poignet, ce qui retarde son retour.
Il est alors envoyé à RAW lors du draft d'après WrestleMania XX.

#### Retour et diverses rivalités (2004-2005)
Il revient finalement après WrestleMania en tant que face le 22 mars 2004 en étant drafté à RAW. Il attaque le général manager Eric Bischoff lors de la même soirée.
Lors de Backlash, il bat Kane. Le 19 avril, lui et Chris Benoit remportent le championnat du monde par équipes en battant Evolution (Ric Flair et Batista). Il continue d'être aux côtés de Chris Benoit lorsque ce dernier a besoin de lui et ce même après avoir perdu les titres par équipe contre Rob Conway et Sylvain Grenier, le 31 mai à RAW. Le 11 juillet à Vengeance, Edge bat Randy Orton pour terminer le long règne de 9 mois de ce dernier en tant que champion Intercontinental.
Il effectue son heel turn de façon progressive, il utilise de plus en plus de tricheries pour conserver son titre Intercontinental et rivalise pendant un temps avec Chris Jericho, ce qui confirmera son heel turn. Eric Bischoff enlèvera finalement le titre à Edge lorsque ce dernier sera blessé lors d'un combat non-télévisé.
Edge, Chris Benoit et Shawn Michaels reçoivent la chance, via les fans, de participer à un combat de championnat lors de Taboo Tuesday. Cependant, la décision est remportée par Shawn Michaels, laissant Edge et Chris Benoit avec un combat pour les championnats du monde par équipe. Edge abandonne son partenaire (mais Chris Benoit réussit à remporter le titre bien qu'il soit seul contre Rob Conway et Sylvain Grenier) et interfère dans le main event, coûtant à Shawn Michaels le titre.
Edge abandonnera de nouveau son coéquipier Chris Benoit dans un combat où ils perdront les titres contre Rob Conway et Sylvain Grenier à RAW. Edge se joint à l'équipe de Triple H alors que Chris Benoit rejoint celle de Randy Orton pour les Survivor Series, match que l'équipe de Randy Orton remporte.
Le 9 janvier 2005, lors de New Year's Revolution, il perd au profit de Triple H l'Elimination Chamber match arbitré par Shawn Michaels. Le match incluait aussi Chris Benoit, Batista, Chris Jericho et Randy Orton.
Par la suite, il bat Michaels au Royal Rumble dans un match simple. Durant le Royal Rumble match, il se fait éliminer en 28e position par Batista (vainqueur) et John Cena (finaliste).

#### Mr. Money in the Bank, relation avec Lita et rivalité avec Matt Hardy (2005-2006)
À WrestleMania 21, Edge remporte le tout premier Money in the Bank Ladder match : un contrat dans une malette qui lui garantit un combat de championnat pour le titre de champion du monde sur une période d'un an.
Edge se met ensuite en couple avec Lita, lorsque cette dernière trahie son époux à l'écran Kane pour aider Edge à remporter le tournoi « Gold Rush » le 16 mai 2005 à RAW. Edge affronte le champion du monde poids-lourds Batista, la semaine suivante, mais perd le combat malgré  les interventions en sa faveur de Christian et Tyson Tomko. Lors de Vengeance, il perd contre Kane, qui voulait se venger de lui pour avoir volé Lita.
Par la suite, Matt Hardy (l'ex de Lita) fait son retour et entre en rivalité avec Edge.
À SummerSlam, il bat Matt Hardy. Ils s'affrontent à nouveau à Unforgiven dans un Steel Cage match, que Hardy remporte. Ils s'affrontent une nouvelle fois lors de WWE Homecoming, où Edge gagne dans le Loser Leaves Raw. À la suite de cette victoire, Edge se blesse à nouveau, cette fois au niveau d'un muscle des pectoraux, ce qui l'empêchera de lutter pendant plusieurs semaines.
Durant son repos, Edge continue d'apparaître à RAW alors qu'on lui donne son propre segment que l'on appellera The Cutting Edge. Edge se donne alors le titre « Rated-R Superstar » et il commence à shooter sur plusieurs lutteurs vétérans comme Ric Flair, Sgt. Slaughter et Michael Hayes.
Il se remet de sa blessure et devient l'aspirant no 1 au championnat Intercontinental contre Ric Flair et obtient un combat contre ce dernier à New Year's Revolution.

#### WWE Champion (2006)

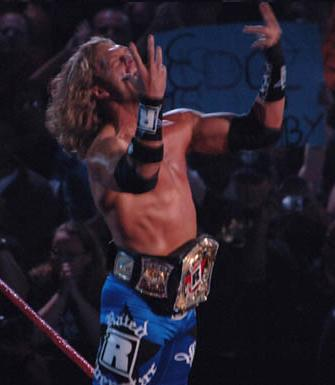
Edge remporte son premier titre mondial, le Championnat de la WWE, le 8 janvier 2006 en utilisant sa mallette du Money in the Bank.

Edge perd contre Ric Flair à New Year's Revolution le 8 janvier 2006 par disqualification. Plus tard dans la soirée, il utilise sa mallette pour vaincre John Cena et ce faisant, il gagne son premier titre mondial, le WWE Championship. Il le perd trois semaines plus tard au Royal Rumble contre Cena.
Dans un spécial RAW, Edge a un match revanche contre Cena pour le titre WWE, dont l'arbitre spécial est Mick Foley, mais il perd le match. Edge prétend que c'est à cause de Mick Foley qu'il a perdu, puis il l'attaque sauvagement après le match. Edge bat Foley à WrestleMania 22 dans un Hardcore match. Il participe ensuite au Triple Threat match contre John Cena et Triple H de Backlash pour le championnat de la WWE, où Cena conserve son titre.
Edge fait par la suite la paix avec Mick Foley, et à One Night Stand, Edge, Lita et Mick Foley battent Tommy Dreamer, Terry Funk et Beulah McGillicutty dans un Hardcore Intergender match. Plus tard dans la soirée, Edge intervient dans le match qui opposait John Cena et Rob Van Dam pour le titre de la WWE, et permet à RVD de gagner le titre.
Edge affronte ensuite Rob Van Dam à Vengeance pour le titre, mais il perd, avant de le gagner deux semaines plus tard dans un Triple Threat match contre ce dernier et Cena.
Il entame alors une rivalité avec John Cena, contre qui il parvient à conserver son WWE Championship à Saturday Night's Main Event par disqualification et à SummerSlam grâce à l'interférence de Lita qui lui a passé un poing américain. Cependant à Unforgiven, il perd sa ceinture contre lui dans un Tables, Ladders & Chairs match.

#### Rated-RKO (2006-2007)

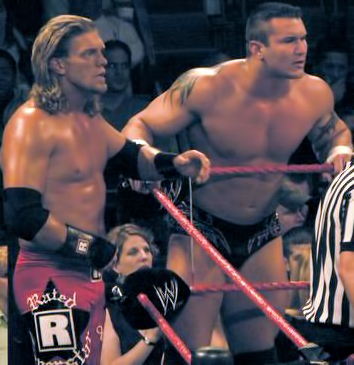
Edge à gauche et Randy Orton à droite, formant l'équipe Rated-RKO.

À RAW, le 2 octobre 2006, Edge a failli reprendre le titre avec l'aide de Lance Cade et Trevor Murdoch, mais la D-Generation X (Triple H et Shawn Michaels qui étaient des alliés de John Cena) intervient et attaque Lance Cade et Trevor Murdoch pour empêché Edge de reconquérir le titre.
Après cette défaite à cause de la DX, il réussit à convaincre Randy Orton de former une équipe avec lui pour les combattre. Ils forment ainsi l'équipe Rated-RKO (ils se sont eux-mêmes nommés ainsi). Edge et Randy Orton défont la DX à Cyber Sunday, donnant à la DX leur première défaite depuis leur réunion quand Eric Bischoff (l'arbitre choisi par les fans) autorise l'usage d'une chaise sans les disqualifier.
Le 13 novembre, ils battent Ric Flair et Roddy Piper pour gagner les WWE World Tag Team Championship, après avoir attaquer Roddy Piper pendant son entrée, Flair se retrouvant seul.
Aux Survivor Series, l'équipe Rated-RKO (Randy Orton, Edge, Johnny Nitro, Mike Knox et Gregory Helms) subit une grosse défaite face à l'équipe D-Generation X 
(Triple H, Shawn Michaels, Jeff Hardy, Matt Hardy et CM Punk) dans un Traditional Survivor Series Elimination Match sans réussir à éliminer un seul adversaire (0 contre 5).
La rivalité continue à New Year's Revolution pour les WWE World Tag Team Championship, mais le match se finit en no-contest car Triple H c'est blessé à l'épaule.
Le 29 janvier à RAW, Edge et Randy Orton perdent les titres par équipe face à John Cena et Shawn Michaels.
Par la suite, la relation entre les deux hommes se dégradent, chacun d'eux voulant remporter le Money in the Bank de WrestleMania 23, qui sera finalement remporté par Mr. Kennedy. Edge entre ensuite dans la rivalité avec Randy Orton, Shawn Michaels et John Cena pour le championnat de la WWE. Les quatre hommes se retrouvent alors à Backlash dans un Fatal Four Way match, que John Cena remporte.

#### Retour en solo (2007)
Le 7 mai à RAW, il remporte le Money in the Bank contre Mr. Kennedy. Edge est alors transféré à SmackDown et la Rated-RKO se dissout le même jour, puisque Randy Orton est resté à RAW.
Le 11 mai à SmackDown, Edge se sert de son Money in the Bank après le match entre Batista et le champion The Undertaker pour le World Heavyweight Championship, qui se termine par une égalité à la suite d'une attaque de Mark Henry. Edge en profite pour battre l'Undertaker. C'est son 3e titre mondial. Après le match, l'Undertaker étant blessé au bras, Edge entre en rivalité avec Batista.
Il parvient à conservé son titre trois fois de suite contre Batista : à Judgment Day, à One Night Stand dans un Steel Cage match, et enfin à Vengeance : Night of Champions dans un Last Chance match.
Kane devient par la suite son nouveau challenger, mais ce dernier le blesse aux muscles pectoraux le 20 juillet, et Edge est alors obligé de rendre le titre vacant en l'abandonnant. Il prend donc une pause pour se faire soigner. Il fait son retour surprise aux Survivor Series dans le match entre Batista et l'Undertaker, où Batista conserve son titre dans un Hell in a Cell match.

#### La Familia (2007-2008)

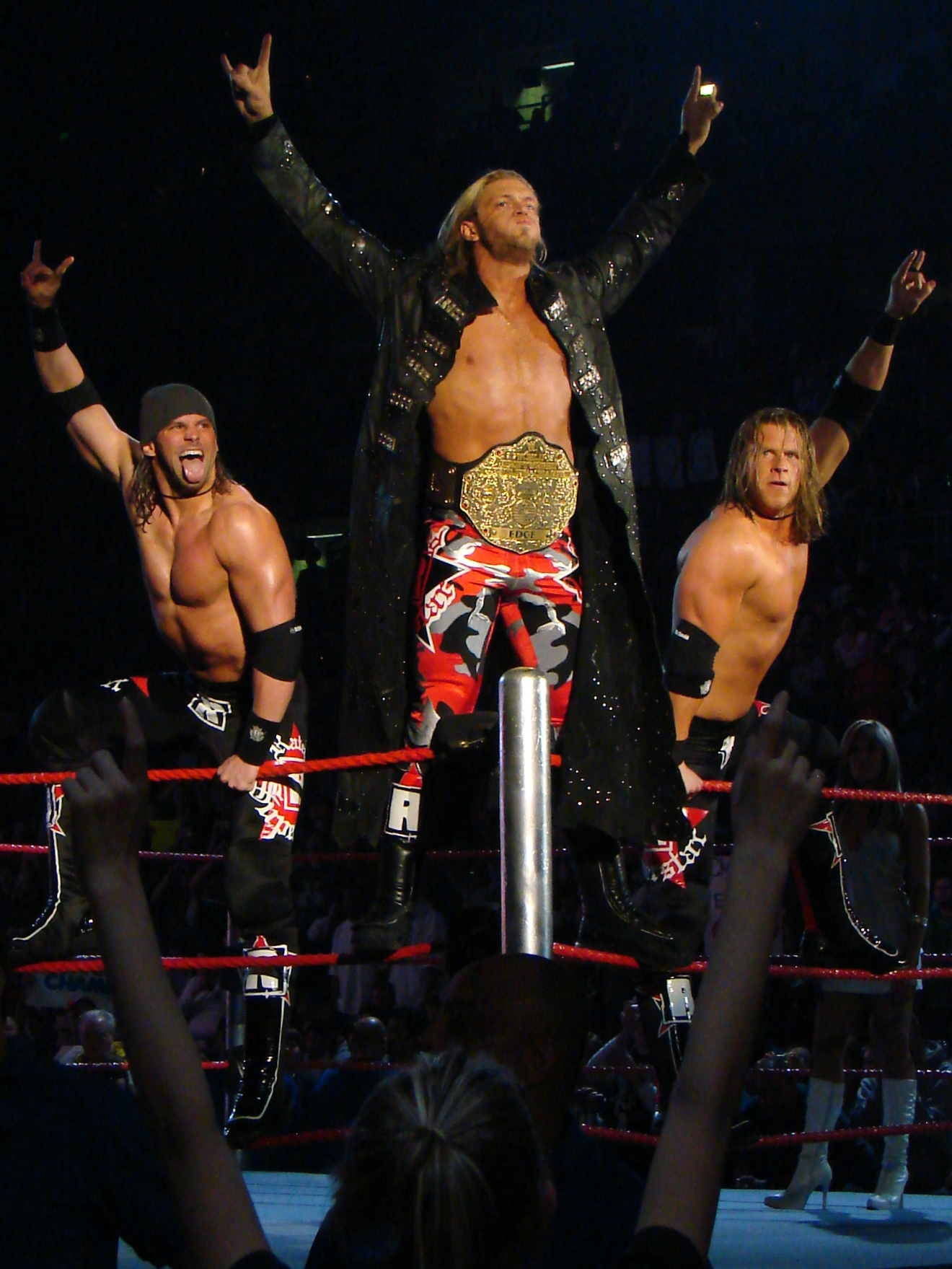
De 2007 à 2009, Edge vit une romance avec la général manager de SmackDown Vickie Guerrero et forme le clan La Familia. Ici, Edge est avec les Edgeheads : Curt Hawkins (à droite) et Zack Ryder (à gauche).

Le 23 novembre, Edge tombe amoureux de Vickie Guerrero, la general manager de SmackDown.
À Armageddon, dans un Triple Threat match pour le World Heavyweight Championship contre Batista et l'Undertaker, Edge obtient le titre de Batista pour la deuxième fois notamment grâce à deux « Faux-Edge » (qui était en fait les Major Brothers) pour distraire l'Undertaker et Batista.
Début 2008, Edge réussit ses deux défenses de titre face à Rey Mysterio, la première le 27 janvier au Royal Rumble, et la seconde, le 17 février à No Way Out.
À WrestleMania 24, il perd son titre face à l'Undertaker par abandon (à la suite d'un Hell's Gate). Il tente de récupérer le titre contre l'Undertaker à Backlash et à Judgment Day, mais n'y parvient pas,. Il finit par le regagner à One Night Stand dans un Tables, Ladders & Chairs match. Lors de Night of Champions, il bat de nouveau Batista pour le titre à la suite de l'intervention de Vickie Guerrero et de La Familia. Le lendemain lors du RAW du 30 juin, après une attaque de Batista, il perd son titre face à CM Punk qui a utilisé son Money in the Bank et fait revenir le titre à RAW.
Le 4 juillet, sa relation avec Vickie Guerrero se termine.
Lors de The Great American Bash, il perd contre Triple H. Le 9 août, Bam Neely et Curt Hawkins sont trouvés inconscients dans les backstage, avec une rose noire. Pensant qu'il s'agit de l'Undertaker, Chavo Guerrero demande à Vickie Guerrero de demander exceptionnellement l'aide d'Edge, celle-ci accepte. Mais une fois sur le ring, Edge porte un Con-chair-to à Chavo Guerrero et renverse finalement Vickie Guerrero de son fauteuil roulant. Cet événement marque la fin de la relation entre Edge et La Familia.

#### Diverses rivalités et blessure (2008-2009)
À SummerSlam, il perd contre l'Undertaker dans un Hell in a Cell Match. Lors des Survivor Series, il fait son retour surprise pendant le match entre Vladimir Kozlov et Triple H, et remplace Jeff Hardy, agressé plus tôt, et remporte le WWE Championship pour la troisième fois. Il perd son titre au profit de Jeff Hardy à Armageddon dans un Triple Threat match qui impliquait aussi Triple H, avant de le récupérer le 25 janvier 2009 au Royal Rumble contre Hardy dans un No Holds Barred match grâce à l'intervention de Matt Hardy qui trahit son frère.
Lors de No Way Out, il perd son WWE Championship dans un Elimination Chamber match au profit de Triple H, match qui impliquait aussi l'Undertaker, Big Show, Jeff Hardy et Vladimir Kozlov. Il décide de participer à l'autre Elimination Chamber match, celui de RAW, en prenant la place de Kofi Kingston après l'avoir agressé. Edge remporte le match et le championnat du monde poids-lourds. Il est donc le premier catcheur à avoir participé à deux Elimination Chamber match dans la même soirée et il bat le record du temps le plus court entre deux possessions de titres mondiaux.
Lors de WrestleMania 25, il perd son titre au profit de John Cena dans un Triple Threat match qui comprenait aussi Big Show.
Lors du draft, les équipes de Raw, SmackDown et de l'ECW s'affronte pour remporter deux drafts. Edge sort vainqueur.
Lors de Backlash, il bat John Cena et remporte le championnat du monde poids-lourds. Il devient champion du monde pour la 9e fois de sa carrière.
Lors de Judgment Day, il conserve son titre contre Jeff Hardy, en partie grâce à une intervention de Matt Hardy. Lors d'Extreme Rules, il perd son titre contre Jeff Hardy (qui le perdra juste après contre CM Punk qui a encaissé sa malette).
Lors de The Bash, il gagne avec Chris Jericho les titres par équipes unifiés de la WWE face à The Colóns (Primo et Carlito) et The Legacy (Cody Rhodes et Ted DiBiase). Lors d'un house show à San Diego, Edge se blesse au tendon d'Achille après une minute de combat face à Jeff Hardy. Il est donc forcé d'abandonner son titre à Night of Champions où Chris Jericho choisit comme partenaire le Big Show.

#### Retour et diverses rivalités (2010)
Il fait son retour le 31 janvier 2010 lors du Royal Rumble. Il arrive en 29e position, élimine Chris Jericho et John Cena pour ensuite remporter le match. Il devient ainsi le premier catcheur de l'histoire de la WWE à avoir remporté un Royal Rumble, un Money in the Bank et un King of the Ring.
À WrestleMania 26, il perd contre Chris Jericho pour le titre de champion du monde poids-lourds. À Extreme Rules il bat Jericho dans un Steel Cage match.
Lors du draft, il est envoyé à RAW. À Over the Limit, son match face à Randy Orton se termine en double décompte à l'extérieur, car Orton c'est blessé à l'épaule. Il affronte ensuite John Cena, Randy Orton et Sheamus lors de Fatal 4-Way pour le WWE Championship, que Sheamus conserve. Lors de Money in the Bank, il participe au Money in the Bank Ladder match de RAW, mais c'est The Miz qui décroche la malette.
Lors de SummerSlam, il gagne avec l'équipe WWE (composée de John Cena, Chris Jericho, John Morrison, R-Truth, Bret Hart, Daniel Bryan et lui-même) face à la Nexus. Lors de Night of Champions, il perd le Six Pack Challenge pour le titre de la WWE face à Cena, Jericho, Sheamus, Wade Barrett et Orton, au profit de ce dernier.
Lors de l'édition spéciale SmackDown Move to Syfy (qui accueille pour l'occasion une partie du roster de Raw), il interrompt Jack Swagger et porte son Spear sur la mascotte personnelle du All American-American. Il effectue donc un Face turn, opéré depuis sa rivalité avec le GM de RAW. Un match est organisé entre les deux catcheurs à Hell in a Cell, qu'Edge remporte.
Lors de Bragging Rights, la Team SmackDown gagne pour la 2e fois la coupe et il est l'un des derniers survivants avec Rey Mysterio.
Lors du SmackDown suivant, Edge bat Rey Mysterio et Alberto Del Rio pour devenir l'aspirant no 1 au championnat du monde poids-lourds que détient Kane, pour un match annoncé pour les Survivor Series. Entretemps, Edge enlève le manageur de Kane, Paul Bearer, et le place sur un fauteuil roulant pour augmenter la rage de Kane. Lors des Survivor Series, son match contre Kane se termine en match nul.
Le 13 décembre, Edge apparaît lors du Raw spécial Slammy Awards. Il remporte le prix du « Oh Snap » MeltDown (moment du grand n'importe quoi de l'année), pour avoir détruit l'ordinateur du général manager.

#### Record de championnat du monde poids-lourds (2010-2011)

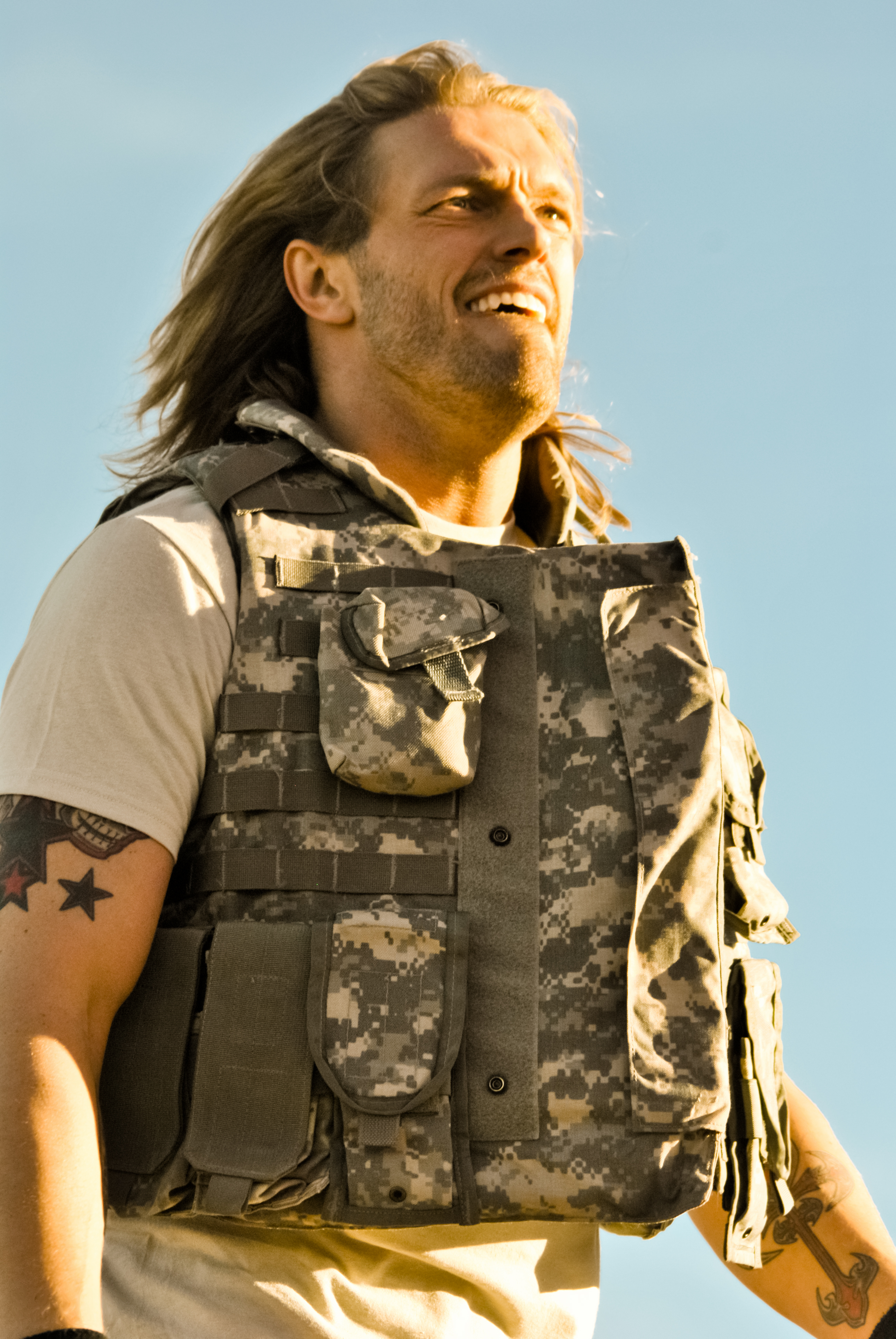
Edge lors du Tribute to the Troops en 2010.

Lors de TLC, Edge remporte son 10e titre de champion du monde face à Kane, Rey Mysterio et Alberto Del Rio. Par la même occasion, il devient le lutteur qui a détenu le plus de fois le championnat du monde poids-lourds (6 fois).
Le 30 janvier 2011 lors du Royal Rumble, il conserve son titre contre Dolph Ziggler.
Le 18 février à SmackDown, il est destitué de son titre par Vickie Guerrero (qui le donne à Dolph Ziggler), après avoir utilisé le spear qui étais banni. Lors de la même soirée, elle est démis de ses fonctions, et Teddy Long, le nouveau General manager accorde un match revanche à Edge, qu'il gagne, récupérant ainsi le titre.
Lors d'Elimination Chamber, il conserve son titre contre Rey Mysterio, Wade Barrett, Kane, Drew McIntyre et Big Show dans un Elimination Chamber match. Lors de WrestleMania 27, il conserve son titre face à Alberto Del Rio.
Le 5 avril 2011 en dark match de Smackdown, Edge, Christian, Triple H, Rey Mysterio et Big Show battent Alberto Del Rio et The Corre, ce fut le dernier match de Edge avant sa retraite. Car lors du SmackDown du 8 avril, il accompagne Christian qui combat Alberto Del Rio, lui-même accompagné de Brodus Clay. C'est lorsqu'il spear ce dernier, qu'il se blesse au cou, blessure qui causera sa retraite.

#### Retraite (2011)
Lors du RAW du 11 avril, il annonce que les médecins ont diagnostiqué chez lui des complications de sa blessure au cou en 2003, causant une sténose spinale et que le médecin lui a recommandé de prendre sa retraite. Il fait donc ses adieux devant le public de Raw, après 13 ans de carrière à la WWE, laissant sur le ring son championnat du monde poids-lourds. La semaine précédente, il avait passé un examen à résonance à Atlanta. Les résultats ont par la suite été envoyés au Dr Joseph Maroon, un des neurochirurgiens les plus compétents, ce dernier lui annonçant qu'il souffre d'une neurapraxie (engourdissement et tremblements incontrôlables dans ses mains et ses bras). Le médecin lui a interdit de remonter sur un ring, au risque de voir son bras paralysé, voire de mourir. Il a donc dû mettre un terme à sa carrière.
Lors du SmackDown du 15 avril, il arrive sur le ring sous une ovation et fait un résumé de sa carrière. Il parle de son futur, de ses titres, de ses différents exploits à la fédération, et de sa mère qui est présente aux abords du ring pour assister aux adieux de son fils. À la fin du show, après la victoire de Christian dans une Battle Royal comportant 20 lutteurs, Edge arrive sur le ring pour la célébrer avec lui. Tous deux exécutent le dernier Five Seconds Pose, alors que toutes les superstars de SmackDown (staff inclus) viennent faire une ovation à la Superstar Classée X. Big Show, Chavo Guerrero, Rey Mysterio et Triple H montent sur le ring, et chacun serre Edge dans ses bras, ce dernier étant très ému. Il termine ensuite avec un dernier discours, avant de s'en aller.

#### Hall of Famer et diverses apparitions (2012-2019)

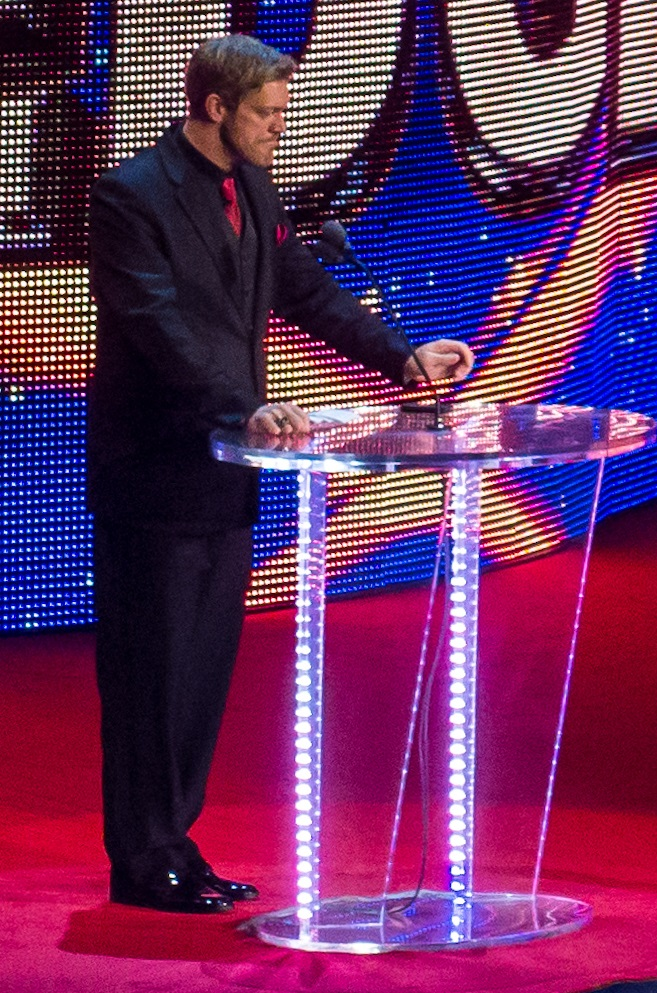
Edge à l'occasion de son intronisation au Hall of Fame, le 31 mars 2012.

Après sa retraite, il fait des apparitions comme à Extreme Rules pour distraire Alberto Del Rio afin que Christian puisse le dégager du ring et décrocher le World Heavyweight Championship dans le Ladder match qui les opposait. Une célébration aura lieu après le match entre les deux amis.
Il fait une apparition à SummerSlam 2011 avant le match entre Christian et Randy Orton pour dire à son meilleur ami à quel point il était déçu de la manière dont il a récupéré son second World Heavyweight Championship, puis s'en va par la suite, laissant Christian se débrouiller seul pour son match, que ce dernier perdit par la suite.
Edge fait un retour sur le ring durant le SmackDown du 16 septembre 2011, show se déroulant en Ontario au Canada, son pays natal. Il fait ses adieux aux fans de chez lui hors caméras, peu avant le début du show. Après plusieurs séquences hommages des Superstars de la WWE, il salue une nouvelle fois son ami avant d'organiser un nouveau Cutting Edge avec Randy Orton et Mark Henry, les deux hommes devant se rencontrer à Night of Champions dans un match pour le championnat du monde poids-lourds.
Le 9 janvier 2012, lors de RAW, il est officiellement annoncé qu'il sera intronisé au WWE Hall of Fame et sera la tête d'affiche de l'édition 2012. Lors de la cérémonie le 31 mars, Christian a prononcé le discours d'introduction de Edge, qui est apparu avec un nouveau look (cheveux courts).
Il fait une apparition lors du RAW du 23 avril 2012 où il essaye de motiver John Cena, ce dernier étant dans une mauvaise période avant son match à Extreme Rules contre Brock Lesnar.
Edge a fait une apparition le 21 septembre 2012 à SmackDown, où il s'implique dans la rivalité opposant les champions par équipe Daniel Bryan à Kane. Puis lors du show, il fait aussi la promotion de la saison trois de la série Haven, dans laquelle il continue de jouer son rôle de Dwight Hendrickson, ancien membre des forces d'une armée, et dorénavant atteint de dons surnaturels puisqu'il a la capacité d'attirer des choses magnétiques. Son rôle est récurrent à partir de cette saison.
Edge fait une apparition durant le show inaugural de la House of Hardcore de Tommy Dreamer. Il fait un retour au 900e épisode de SmackDown en 2016 à l'occasion d'un Cutting Edge. Le 6 avril 2018, Edge et Christian intronisent les Dudley Boyz au WWE Hall of Fame 2018.
Il fait une apparition à l'occasion du 1000e épisode de SmackDown le 16 octobre 2018 en présentant le Cutting Edge. Il y invite Becky Lynch qui sera rejointe par Charlotte Flair ce qui mènera à une bagarre entre les deux femmes.
Le 11 août 2019 à SummerSlam, il fait son retour en interrompant Elias, et lui porte un Spear, son premier depuis 2011.

### Retour à la World Wrestling Entertainment (2020-2023)

#### Rivalité avec Randy Orton, double vainqueur du Royal Rumble et course pour le titre Universel de la WWE (2020-2021)
Le 26 janvier 2020 au Royal Rumble, après neuf longues années d'absence, il fait son grand retour en entrant dans le Royal Rumble match masculin en 21e position, élimine AJ Styles, Luke Gallows et son ancien partenaire Randy Orton, avant d'être lui-même éliminé par Roman Reigns.
Le lendemain à Raw, Randy Orton l'attaque violemment en lui portant un RKO et le frappant avec des coups de chaise, effectuant ainsi un Heel Turn. Le 9 mars à Raw, il fait son retour, mais provoqué par MVP qui a mentionné sa femme Beth Phoenix, il attaque ce dernier en lui portant un Spear, puis repousse Randy Orton qui tentait de l'agresser en lui portant un RKO. Il oblige son rival à fuir lorsqu'il voulait le blesser avec des chaises, puis porte un RKO et deux Con-Chair-To sur MVP.
Le 5 avril à WrestleMania 36, il bat Randy Orton dans un Last Man Standing Match. Le 14 juin à Backlash, il perd face à son même adversaire dans ce que la WWE appelle The Greatest Wrestling Match Ever. Blessé aux triceps après le match, il s'absente pendant 7 mois.
Fin juillet, il rejoint l'équipe créative de Raw afin d'en améliorer le contenu, étant blessé au triceps et, pour le moment, dans l'incapacité de catcher.
Le 25 janvier 2021 à Raw, il fait son retour au show rouge et annonce sa participation au Royal Rumble. Le 31 janvier au Royal Rumble, il remporte le Royal Rumble masculin en éliminant Randy Orton en dernière position, après être entré en premier, devenant le premier Hall of Famer à accomplir cet exploit. Le 21 février à Elimination Chamber, après la victoire de Roman Reigns sur Daniel Bryan, il attaque le Samoan en lui portant un Spear et le choisit officiellement comme adversaire, car il pointe le logo de WrestleMania 37 avec le doigt. Le 21 mars à Fastlane, il tabasse Roman Reigns et Daniel Bryan avec une chaise, abandonnant son rôle de Special Enforcer, alors que le Samoan avait tapé, et effectuant un Tweener Turn.
Le 11 avril à WrestleMania 37, il ne remporte pas le titre Universel de la WWE, battu par Roman Reigns dans un Triple Threat Match, qui inclut également Daniel Bryan.

#### Retour àSmackDown, Draft àRaw, The Judgment Day, rivalité avec le clan, bref retour àSmackDownet départ (2021-2023)
Le 25 juin à SmackDown, il fait son retour, effectue un Face Turn et porte un Spear sur Roman Reigns et Jimmy Uso à travers la barrière de sécurité.
Le 18 juillet à Money in the Bank, il ne remporte pas la ceinture, battu par le Samoan à la suite d'une intervention extérieure de Seth Rollins. Le 21 août à SummerSlam, il bat son agresseur par soumission.
Le 4 octobre à Raw, lors du Draft, il est annoncé être officiellement transféré au show rouge par Adam Pearce. Le 21 octobre à Crown Jewel, il rebat Seth Rollins dans un Hell in a Cell match. Le 29 novembre à Raw, il fait son retour dans le show rouge, confronté par The Miz (accompagné de Maryse), également de retour après 2 mois d'absence.
Le 1er janvier 2022 à Day 1, il bat le Miz. Le 29 janvier au Royal Rumble, Beth Phoenix et lui battent le Hit Couple. Le 28 février à Raw, AJ Styles accepte de le défier dans un match à WrestleMania 38. Après cela, il effectue un Heel Turn, car il porte un Con-Chair-To au Phenomenal avec une chaise.
Le 3 avril à WrestleMania 38, il bat AJ Styles. Après le combat, il forme officiellement une alliance avec Damian Priest et un clan baptisé The Judgment Day. Le 8 mai à WrestleMania Backlash, il rebat son même adversaire par soumission, aidé par Rhea Ripley qui a attaqué son opposant et rejoint son clan après le combat. Le 5 juin à Hell in a Cell, le trio bat The Club (AJ Styles, Finn Bálor et Liv Morgan) dans un 6-Person Mixed Tag Team match. Le lendemain à Raw, il accueille l'Irlandais au sein de son clan qui effectue un Heel Turn, mais ses désormais ex-partenaires se retournent contre lui. À la suite de cette agression, il est transporté d'urgence à l'hôpital.
Le 30 juillet à SummerSlam, il fait son retour de blessure après un mois et demi d'absence, en tant que Face, et aide les Mysterios à battre le Judgment Day dans un No Disqualification Tag Team match en portant un Spear à chacun de leurs adversaires. Le 3 septembre à Clash at the Castle, Rey Mysterio et lui rebattent leurs mêmes opposants. Mais après le combat, Dominik Mysterio effectue un Heel Turn, car le jeune catcheur lui porte un Low Blow et une double Clothesline sur son propre père.
Le 8 octobre à Extreme Rules, il perd face à l'Irlandais dans un «I Quit» match. Après le combat, il assiste, impuissant, au Con-Chair-To de Rhea Ripley sur son épouse.
Le 28 janvier 2023 au Royal Rumble, il entre dans le Men's Royal Rumble match en 24e position, élimine Damian Priest et Finn Bálor avant d'être lui-même éliminé par les deux membres du Judgment Day. Le 18 février à Elimination Chamber, Beth Phoenix et lui battent Rhea Ripley et l'Irlandais.
Le 2 avril à WrestleMania 39, il rebat Finn Bálor, revêtu en Demon King, dans un Hell in a Cell match et lui fait subir sa troisième défaite sous sa forme démoniaque. Le 28 avril à SmackDown, lors du Draft, il est annoncé être officiellement transféré au show bleu par RVD et Michael Hayes.
Le 18 août à SmackDown, il dispute son dernier match au sein de la compagnie, dans sa ville natale, et bat Sheamus.

### All Elite Wrestling (2023-...)

#### Débuts, double champion TNT et blessure (2023-2024)
Le 1er octobre à WrestleDream, il fait ses débuts à la All Elite Wrestling et vient en aide à Darby Allin et Sting, tous deux attaqués par son ancien ami Christian Cage, Luchasaurus et l'ex-jeune élève du premier, Nick Wayne. Le soir même, il signe officiellement avec la compagnie. 9 soirs plus tard à Dynamite: Title Tuesday, il dispute son premier match et bat Luchasaurus. Le 18 novembre à Full Gear, Sting, Darby Allin et lui battent The Patriarchy dans un Trios match. Le 30 décembre à Worlds End, il devient le nouveau champion TNT en battant Christian Cage dans un No Disqualification match et remporte le titre pour la première fois de sa carrière. Après le combat, Killswitch l'attaque et il ne conserve pas sa ceinture, battu par son même adversaire qui a signé et encaissé le contrat du premier dans la même stipulation.
Le 20 mars 2024 à Dynamite, il redevient champion TNT, pour la seconde fois, en prenant sa revanche sur Christian Cage dans un « I Quit » match.
Le 21 avril à Dynasty, Eddie Kingston, Mark Briscoe et lui perdent face à la House of Black (Buddy Matthews, Brody King et Malakai Black) dans un Trios match. Pendant le combat, le catcheur hollandais l'asperge de Black Mist. Le 26 mai à Double or Nothing, il conserve son titre en prenant sa revanche sur le leader de la House of Black dans un Barbed Wire Steel Cage match. 3 soirs plus tard à Dynamite, il est contraint d'abandonner la ceinture, car il souffre d'une fracture du tibia survenue lors du PLE précédent et doit s'absenter pour une durée indéterminée.

#### Retour (2024-...)
Le 28 décembre à Worlds End, il fait son retour de blessure et attaque Jon Moxley.
Le 1er janvier 2025, il change officiellement son nom de ring et se nomme désormais Cope. Le 9 mars à Revolution, il ne remporte pas le titre mondial, battu par Jon Moxley. 
Le 6 avril à Dynasty, FTR (Cash Wheeler et Dax Harwood) et lui ne remportent pas les titres mondiaux Trios, battus par les Death Riders (Claudio Castagnoli, PAC et Wheeler Yuta) dans un Trios match. Après la rencontre, ses ex-équipiers effectuent un Heel Turn et se retournent contre lui. Le lendemain après le PPV, il s'absente pendant 3 mois. 
Le 12 juillet à All In, il fait son retour et vole au secours de Christian Cage qui effectue un Tweener Turn après avoir été attaqué par ses anciens partenaires du Partiarchy, Nick, Mother Wayne et Kip Sabian, ainsi que FTR.

## Palmarès
- All Elite Wrestling

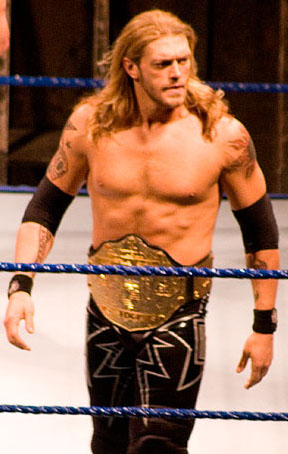
Edge a remporté sept fois le World Heavyweight Championship.

  - 2 fois AEW TNT Championship (règne le plus court)
- Insane Championship Wrestling
  - 1 fois ICW/MWCW Mid-West Unified Tag Team Champion avec Psycho Joe Sampson[175]
  - 2 fois ICW Streetfight Tag Team Champion avec Christian[17]
- Southern States Wrestling
  - 1 fois SSW Tag Team Champion avec Christian[1]
- World Wrestling Federation/Entertainment
  - 4 fois WWE Championship[176]
  - 7 fois World Heavyweight Championship[177] (record du plus titré)
  - 5 fois WWE Intercontinental Championship[178]
  - 1 fois WCW United States Championship[179]
  - 12 fois World Tag Team Championship (record du plus titré en solo)
    - 7 fois avec Christian (règne le plus court)
    - 2 fois avec Chris Benoit
    - 1 fois avec Hulk Hogan
    - 1 fois avec Randy Orton
    - 1 fois avec Chris Jericho[180]

  - 2 fois WWE Tag Team Championship
    - 1 fois avec Rey Mysterio
    - 1 fois avec Chris Jericho[181]

  - Mr. Money in the Bank (2 fois) :
    - Vainqueur du premier Money in the Bank (ladder match) (2005)[182]
    - Mr. Money in the Bank (2007)[183]

  - Vainqueur du King of the Ring en (2001)
  - Vainqueur du Royal Rumble en 2010 et 2021
  - 14e WWE Triple Crown Champion
  - 3e WWE Grand Slam Champion (version 2015)
  - Bragging Rights Trophy (2010) avec Team SmackDown (Big Show, Rey Mysterio, Alberto Del Rio, Jack Swagger, Tyler Reks et Kofi Kingston)
  - Slammy Award (4 fois) :
    - 2008 du Couple de l'année (Couple of the Year) avec Vickie Guerrero[184]
    - 2010 du Meilleur « pétage de plombs » de l'année (« Oh Snap » Meltdown of the Year)
    - 2020 pour le retour de l'année (au Royal Rumble 2020)
    - 2020 pour la rivalité de l'année (contre Randy Orton)[185]

  - WWE Hall of Famer 2012

## Récompenses des magazines
- Pro Wrestling Illustrated
  - Match de l'année
    - en 2000 pour le Ladder match à WrestleMania 2000 vs. Hardy Boyz et Dudley Boyz[186]
    - en 2001 pour le TLC match à WrestleMania X-Seven vs. Hardy Boyz et Dudley Boyz[186]

  - Catcheur s'étant le mieux amélioré en 2001[187]
  - Retour de l'année 2004[188]
  - Rivalité de l'année 2005 avec Lita contre Matt Hardy[189]
  - Rivalité de l'année 2006 contre John Cena[189]
  - Catcheur le plus haï en 2006[190]

| Année | 1998 | 1999 | 2000 | 2001 | 2002 | 2003 | 2004 | 2005 | 2006 | 2007 | 2008 | 2009 | 2010 | 2011 à 2021 | 2022 | 2023 | 2024 |
| ----- | ---- | ---- | ---- | ---- | ---- | ---- | ---- | ---- | ---- | ---- | ---- | ---- | ---- | ----------- | ---- | ---- | ---- |
| Rang  | 67   | 83   | 51   | 20   | 7    | 34   | 59   | 8    | 3    | 2    | 5    | 4    | 18   | Non classé  | 65   | 50   | 26   |

- Wrestling Observer Newsletter
  - Équipe de l'année en 2000 avec Christian[192]
  - Match de l'année en 2002 avec Rey Mysterio contre Kurt Angle et Chris Benoit
  - Match le moins « travaillé » en 2008 contre Triple H et Vladimir Kozlov
  - Plus mauvaise rivalité de l'année 2010 contre Kane

## Vie privée

### Vie de famille
- Copeland s'est marié trois fois.
- Sa première femme fut Alanah Morley, la sœur du catcheur Val Venis, qu'il a épousée le 8 novembre 2001[193]. Ils divorcent après deux ans et demi de mariage le 10 mars 2004[194].
- Son deuxième mariage a été avec Lisa Ortiz le 21 octobre 2004, mais ils ont rapidement divorcé le 17 novembre 2005.
- Copeland vit maintenant[Quand ?] à Asheville en Caroline du Nord[195].
- Il est actuellement en couple avec l'ancienne catcheuse Beth Phoenix. Lors d'une interview en février 2014, il annonce la naissance de leur premier enfant, une fille prénommée Lyric Rose, le 12 décembre 2013[196]. Le 31 mai 2016, leur seconde fille, Ruby Ever est née[197].
- Son autobiographie, intitulée Adam Copeland on Edge, a été éditée le 4 novembre 2004. Alors que la plupart des catcheurs ont utilisé des porte-plumes pour écrire leurs autobiographies, Copeland l'a écrite lui-même intégralement sur papier. Mick Foley en signe la préface[198].

### Tatouages
Copeland a plusieurs tatouages. Il a un soleil rouge et noir sur le biceps gauche (qui sert à couvrir un tatouage de requin musclé qui rappelle les Street Sharks : Les Requins de la ville), une étoile sur son biceps droit avec plusieurs étoiles plus petites en dessous, deux crânes portant des bandanas décorés de fleurs et de cœurs, avec un tatouage d'une croix sur l'avant-bras gauche, et un autre tatouage de parchemin enroulé avec les mots Rise Above. Chacun de ces tatouages représente une étape de sa carrière : le soleil, fait pendant son repos durant sa blessure à la nuque, signifie qu'il faut « regarder vers des jours meilleurs ». La croix représente l'époque avec The Brood, et l'étoile et les crânes sont le symbole de son personnage de Rated-R Superstar et son surnom de « Guns N' Roses of Wrestling ».

## Controverses
Vers le début de l'année 2005, il fréquente Amy Dumas, connue sous le nom de Lita, la petite amie de Matt Hardy. Ce dernier intervient dans un épisode de Byte This où Lita était l'invité, Lita lui disant que c'est terminé entre elle et lui. Matt rend la situation publique, et est viré par Vince McMahon. Cependant, il est réembauché. Cette situation fut devenu un storyline, où Matt est viré de RAW.[réf. nécessaire]
En mars 2007, Copeland est devenu une personne-clé dans une enquête pour usage de médicaments et stéroïdes. Le 19 mars, Sports Illustrated poste un article sur son site Internet, partie d'une série d'articles portant sur une enquête pour usage de médicaments et d'hormone de croissance chez plusieurs sportifs de différents disciplines. Cet article mentionnait des employés actuels et anciens de la WWE, dont Copeland suspecté d'usage d'hormones de croissance. Copeland a déjà reconnu avoir utilisé des stéroïdes en avril 2004 après une chirurgie du cou comme une expérience dans l'émission Off The Record with Michael Landsberg sur la TSN en janvier 2005. Il a dit qu'il sentait que ça le ralentissait, alors il a rapidement arrêté. Selon Copeland, il a pris des hormones après une intervention chirurgicale de fusion rachidienne. Les médecins lui ont dit que cela aiderait l'os à repousser autour de la vis et la plaque qui ont été insérées dans le cou. Il prétend avoir passé des tests sanguins, consulté des médecins, étudié le médicament, et obtenu des prescriptions avant de décider de les prendre.
Selon un article de Sports Illustrated paru le 30 août 2007, Copeland a été cité parmi les 10 Superstars désignées d'avoir acheté des stéroïdes et d'autres médicaments sur Internet, en violation du programme WWE Talent Wellness. Copeland aurait reçu de la somatropine, de la genotropine et du stanozolol entre septembre 2004 et février 2007,.

## Filmographie
- 2000 : Highlander: Endgame : Lachlan (Road bandit)[205]
- 2007 : MADtv (série télévisée) : saison 12, épisode 17[206]
- 2011 : Sanctuary (série télévisée) : Thelo (saison 3, épisode 20 et saison 4, épisode 2)
- 2011-2015 : Les Mystères de Haven (série télévisée) : Dwight Hendrickson (rôle récurrent de la saison 2 à la saison 5)
- 2012 : Bending the Rules : Nick Blades
- 2015 : Interrogation : Lucas Nolan
- 2015 : Dumb Luck : Cameron
- 2015 : The Flash (série télévisée) : Al Rothstein/Atom-Smasher (saison 2, épisode 1)
- 2017-2020 : Vikings (série télévisée) : Ketill Flatnose (rôle récurrent de la saison 5 à la saison 6)
- 2020 : Money Plane d'Andrew Lawrence : Jack Reese
- 2024 : Percy Jackson et les Olympiens de Rick Riordan et Jonathan E. Steinberg (en) : Arès (saison 1, épisode 5)